# Heterohyrax brucei
El hyrax de roca de manchas amarillas (Heterohyrax brucei) es una especie de mamífero africano de la familia Procaviidae que vive en Angola, Botsuana, Burundi, la República Democrática del Congo, Eritrea, Etiopía, Kenia, Mozambique, Ruanda, Somalia, Sudáfrica, Sudán, Sudán del Sur, Tanzania, Uganda, Zambia y Zimbabue. Su hábitat natural son las sabanas secas y las zonas rocosas.
Actualmente es la única especie del género Heterohyrax.

## Subespecies
Se han descrito las siguientes subespecies:
- H. b. brucei (Gray, 1868)
- H. b. albipes Hollister, 1922
- H. b. antineae Heim de Balsac e Bégouen, 1932
- H. b. bakeri Gray, 1874
- H. b. bocagei Gray, 1869
- H. b. chapini Hatt, 1933
- H. b. dieseneri Brauer, 1917
- H. b. frommi Brauer, 1913
- H. b. granti (Wroughton, 1910)
- H. b. hindei (Wroughton, 1910)
- H. b. hoogstraali Setzer, 1956
- H. b. kempi (Thomas, 1910)
- H. b. lademanni Brauer, 1917
- H. b. manningi (Wroughton, 1910)
- H. b. mossambicus Peters, 1870
- H. b. muenzneri Brauer, 1913
- H. b. princeps (Thomas, 1910)
- H. b. prittwitzi Brauer, 1917
- H. b. pumilus Thomas, 1910
- H. b. ruddi (Wroughton, 1910)
- H. b. rudolfi (Thomas, 1910)
- H. b. somalicus (Thomas, 1892)
- H. b. ssongeae Brauer, 1917
- H. b. thomasi Neumann, 1901
- H. b. victorianjansae Brauer, 1917